# پزشک مرگ (پادکست)
پزشک مرگ (به انگلیسی: Dr. Death) پادکستی ساخته شبکه واندری در سال ۲۰۱۸ میلادی است که داستان یک جراح اهل تگزاس به نام کریستوفر دانچ را بازگو می‌کند. این جراح پس از آسیب‌دیدن جدی ۳۱ تن از بیمارانی که او روی آن‌ها جراحی انجام داده بود و نیز مرگ دو بیمار حین عمل جراحی، به حبس‌ابد محکوم شد. این پادکست توسط لورا بیل میزبانی و گزارش شده‌است. پخش این پادکست از ۴ سپتامبر ۲۰۱۸ شروع شد و از ۱۰ قسمت تشکیل شده‌است.

## قسمت‌ها
| #  | Title             | Date            |
| -- | ----------------- | --------------- |
| ۱  | «سه روز در دالاس» | ۴ سپتامبر ۲۰۱۸  |
| ۲  | «کریس و جری»      | ۴ سپتامبر ۲۰۱۸  |
| ۳  | «تیغ اوکام»       | ۷ سپتامبر ۲۰۱۸  |
| ۴  | «بی‌مهره»          | ۱۱ سپتامبر ۲۰۱۸ |
| ۵  | «سقوط آزاد»       | ۱۸ سپتامبر ۲۰۱۸ |
| ۶  | «پایان»           | ۲۵ سپتامبر ۲۰۱۸ |
| ۷  | «به‌روزرسانی»      | ۲ اکتبر ۲۰۱۸    |
| ۸  | «مصاحبه»          | ۹ اکتبر ۲۰۱۸    |
| ۹  | «یک مرد بزرگ»     | ۱۳ نوامبر ۲۰۱۸  |
| ۱۰ | «خبر فوری»        | ۱۳ دسامبر ۲۰۱۸  |

## آگهی
شبکه واندری برای تبلیغ این پادکست بیلبوردی را روبه‌روی مرکز پزشکی بیلور پلانو اجاره کرد. این بیلبورد چند ساعت بعد پوشانده شد و در نهایت دوباره پس از شکایت‌هایی شرکت آگهی بیلبورد آن را برسر جایش برگرداند. بیلور پلانو هرگونه دخالتی دربرداشتن بیلبورد را انکار کرد.

## بازخورد
پزشک مرگ عمدتاً واکنش‌های مثبت دریافت کرد. مجله جی‌کیو آن را «ترسناک‌ترین پادکست سال» نامید.

## اقتباس تلویزیونی
در ۳ اکتبر سال ۲۰۱۸ اعلام شد که یوسی‌پی قصد ساخت سریالی تلویزیونی را با اقتباس از این داستان دارد. پاتریک مکانیس تولید اجرایی و نویسندگی متن فیلمنامه این سریال را برعهده دارد.